# Hidasi
A Hidasi vagy Hidasy régi magyar családnév, amely származási helyre utalhat: Hidas (Baranya vármegye), Pusztahollód (Románia, korábban Hidas, Bihar vármegye), Székelyhidas (Románia, korábban Torda-Aranyos vármegye).

## Híres Hidasi nevű személyek
Hidasi
- Hidasi József (1926–2021) ornitológus, múzeumalapító, egyetemi oktató
- Hidasi László (1893–1978) Gádoros község orvosa
- Hidasi Rezső (1959) országgyűlési képviselő
- Hidasi Judit (1948) nyelvész, japanológus, egyetemi tanár

Hidasy
- Hidasy Kornél (1828–1900) katolikus pap, Szombathely püspöke